# Sükhbaataryn Yanjmaa
En aquest nom mongol, el nom és «Yanjmaa» i «Sükhbaataryn» és un patronímic, no pas un cognom.
Sükhbaataryn Yanjmaa (mongol: Сүхбаатарын Янжмаа)  (Ulaanbaatar, 15 de febrer de 1894 - Ulaanbaatar, 1 de maig de 1962) (nascuda Nemendeyen Yanjmaa, en mongol: Нэмэндэен Янжмаа) va ser una política mongola. Com a presidenta del Presidium del Gran Jural de l'Estat (Parlament de Mongòlia), es va convertir en l'única dona de la història en ser cap d'estat no hereditàri després de Khertek Anchimaa-Toka de Tannú Tuva, i la primera d'un país sobirà. Va ser l'esposa del líder revolucionari mongol Damdin Sükhbaatar.

## Biografia
Yanjmaa va néixer el 15 de febrer de 1893 en una família de ramaders pobres a prop de l'actual Ulan Bator. Va treballar per al grup revolucionari de Damdin Sükhbaatar com a missatgera el 1919, i quan el seu marit va viatjar a la Unió Soviètica el 1920 per establir contacte amb els revolucionaris bolxevics, Yanjmaa es va quedar a Ulan Bator amb el seu fill, evitant la captura de funcionaris xinesos que perseguien els subversius. El 1921, Khorloogiin Choibalsan la va ajudar a fugir cap a Kiakhta amb el seu fill per retrobar-se amb Sükhbaatar.

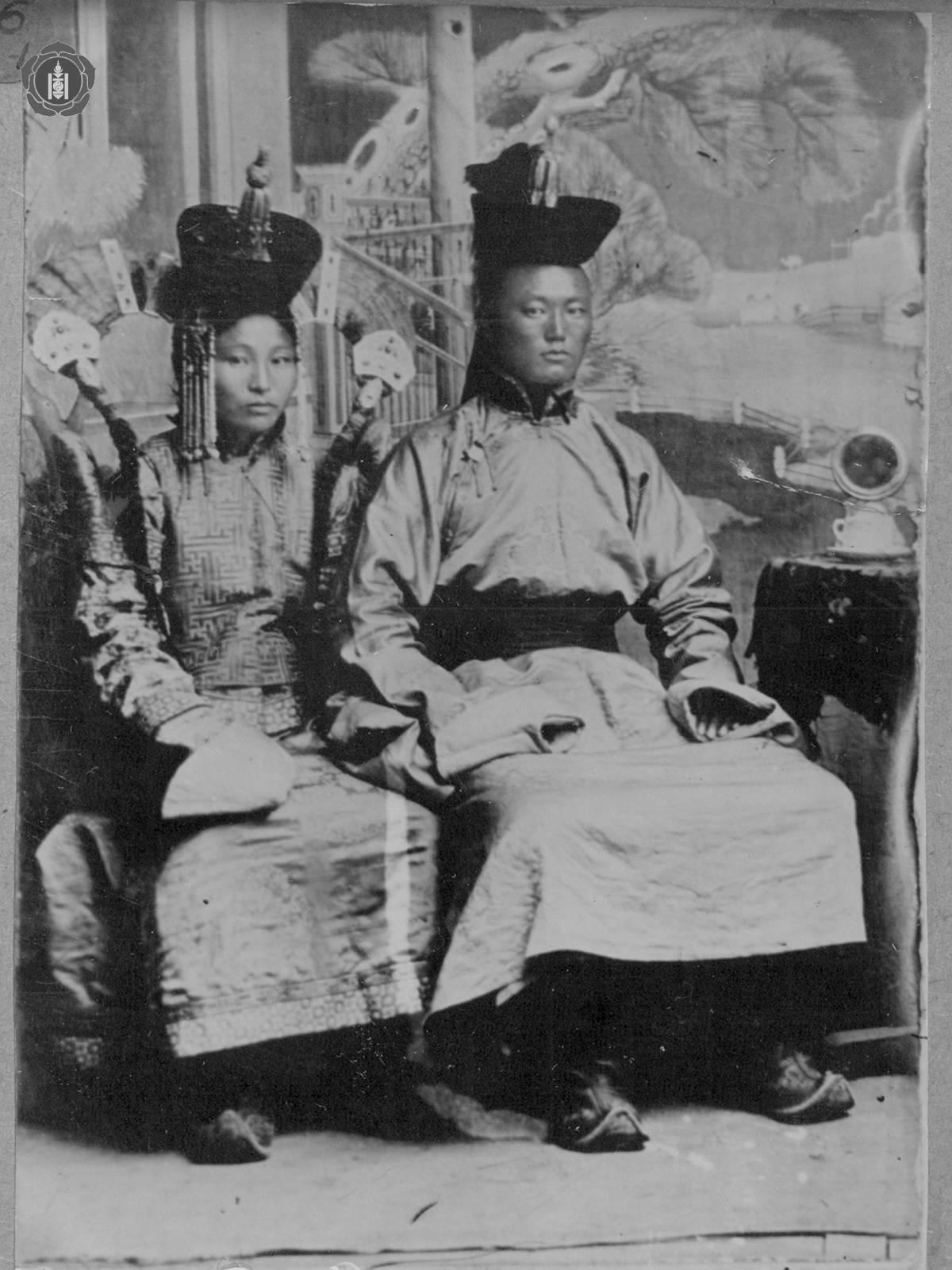
Yanjmaa (esquerra) amb el seu espòs Damdin Sükhbaatar, una de les figures més importants en la lluita per la independència de Mongòlia, el qual va morir el 1923

Després que el seu marit portés els partisans mongols a la victòria a la Revolució de Mongòlia Exterior de 1921, Yanjmaa es va convertir en membre de la Lliga Juvenil Revolucionària de Mongòlia. Quan Sükhbaatar va morir el 1923, va adoptar «Sükhbaataryn» en lloc del seu patronímic «Nemedeyen», i es va unir al Partit Revolucionari del Poble de Mongòlia (PRPM) un any després, el 1924. Com a membre del Comitè Central del partit i del Presidium del Comitè Central, va representar el PRPM a la Tercera Conferència Internacional de Dones Comunistes (on va conèixer a Clara Zetkin i Nadejda Krúpskaia), i al V Congrés Mundial de la Comintern a Moscou, tots dos el 1924. Va participar en la creació del primer sindicat de Mongòlia el 1925. Del 1927 al 1930 va estudiar a la Universitat Comunista dels Treballadors de l'Est de Moscou. El 1933, Yanjmaa va dirigir la recent creada secció de dones del Comitè Central del PRPM, on es va centrar en el desenvolupament de l'educació de les dones.
Des de 1940 fins a 1954, Yanjmaa va formar part del politburó del PRPM, i va ser secretària del Comitè Central del partit des de 1941 fins a 1947. Va ser membre del Presidium del Petit Jural (el comitè executiu del Gran Jural d'Estat o Parlament) des de 1940 fins al 1950. Durant la Segona Guerra Mundial, Yanjmaa va ajudar a recaptar fons per donar suport a la Unió Soviètica, per la qual va rebre l'Orde de la Bandera Roja del Treball el 1946. El 1945 va ser elegida membre de la Federació Democràtica Internacional de Dones.
Yanjmaa va formar part del Gran Jural de l'Estat del 1950 al 1962. Després de la mort de Gonchigiin Bumtsend, va passar a ser presidenta interina de Mongòlia durant el període de transició, que va durar del 23 de setembre de 1953 al 8 de juliol de 1954. Això la va convertir en la segona dona amb el paper de cap d'estat formal d'una república, després de Khertek Antximaa-Toka a la República Popular de Tuva.